# Adolf Hasselgren

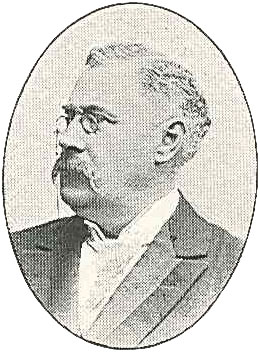
Adolf Hasselgren kring sekelskiftet 1900.

Carl Johan Adolf Hasselgren, född den 19 januari 1845 i Lund, död den 29 maj 1930 i Kungsbacka, var en svensk jurist, ämbetsman och, efter Jakob Pettersson i Södertälje, Sveriges långvarigaste borgmästare.
Hasselgren, som var son till guldsmeden Johan Petter Hasselgren (död 1903) och Annette Adamsson, tog studenten och inskrevs vid Lunds universitet 1862. Där avlade han kameralexamen 1863 och hovrättsexamen 1869. Han var därefter auskultant i Göta hovrätt hösten 1869, satt ting 1871-1872 och blev sistnämnda år vice häradshövding. Han var tillförordnad rådman i Lund 1874-1878, stadsfogde i samma stad från 1878 och från 1879 även ombudsman hos stadens drätselkammare. Under sin lundatid var han också aktiv i Sällskapet CC.
År 1880 lämnade Hasselgren Lund för att tillträda tjänsten som borgmästare i Kungsbacka. Han kvarstod på denna post i hela femtio år till sin död 1930. Han var då Sveriges äldste borgmästare räknat i såväl levnads- som tjänsteår och en "vördad patriark" på orten. Hasselgren var parallellt med borgmästarsysslan stadsnotarie från 1880 och tullkammarföreståndare från 1896 samt även ledamot av landstinget 1906-1909. Han erhöll riddartecknet av Vasaorden 1904 och av Nordstjärneorden 1925.
Vid sin död hedrades Hasselgren med en officiell "stadsbegravning" på Gamla kyrkogården i Kungsbacka, där han ligger begraven jämte sin hustru sedan 1875, Helène Backelin (1849-1924). Det borgmästarboställe som uppförts för Hasselgren 1880 övergick efter hans död till distriktslantmätaren Sten Engstrand och blev därefter känt som "Engstrandska villan". Huset revs 1980.
Till Hasselgrens minne instiftades 1954 "Hasselgrenska fonden" avsedd "för prydande av offentlig plats i Kungsbacka eller för prydande av kommunal byggnad".